# Ринкон де ла Роха, Мануел Валдес (Артеага)
Ринкон де ла Роха, Мануел Валдес (шп. Rincón de la Roja, Manuel Valdés) насеље је у Мексику у савезној држави Коавила у општини Артеага. Насеље се налази на надморској висини од 1980 м.

## Становништво
Према подацима из 2005. године у насељу је живео 1 становник.

### Хронологија
| Година       | 2005 |
| ------------ | ---- |
| Становништво | 1    |

### Попис
| # | Индикатор                        | Вредност |
| - | -------------------------------- | -------- |
| 1 | Укупно појединачних домаћинстава | 1        |